# Марк Апулей
Марк Апулей (на латински: Marcus Appuleius) e политик на ранната Римска империя.

## Произход и политическа кариера
Произлиза от фамилията Апулеи и е син на претор Секст Апулей I и Октавия Старша. Брат е на Секст Апулей (консул 29 пр.н.е.).
През 45 пр.н.е. става авгур и квестор и след това проквестор в Азия. През 44 пр.н.е., след убийството на Юлий Цезар, той помага с пари и трупи на Марк Юний Брут. През 43 пр.н.е. е проскрибиран от триумвирите и бяга при Брут. През 42 пр.н.е. става проконсул на Витиния. След смъртта на Брут той дава през 42 пр.н.е. провинцията на Марк Антоний и остава при него.
През 20 пр.н.е. е консул заедно с Публий Силий Нерва.